# OpenDocument
L'OpenDocument és un format de fitxer estàndard, creat per OASIS, i també és conegut com a Format de Document Obert per Aplicacions Ofimàtiques.
El 30 de novembre de 2006 va ser aprovat com l'estàndard ISO 26300.

## Tipus de fitxers
Els tipus de fitxer, extensions i tipus MIME dels documents OpenDocument són els següents:

### Documents
| Tipus de fitxer    | Extensió | Tipus MIME                                      |
| ------------------ | -------- | ----------------------------------------------- |
| Text               | .odt     | application/vnd.oasis.opendocument.text         |
| Full de càlcul     | .ods     | application/vnd.oasis.opendocument.spreadsheet  |
| Presentació        | .odp     | application/vnd.oasis.opendocument.presentation |
| Dibuix             | .odg     | application/vnd.oasis.opendocument.graphics     |
| Gràfic             | .odc     | application/vnd.oasis.opendocument.chart        |
| Fórmula matemàtica | .odf     | application/vnd.oasis.opendocument.fórmula      |
| Base de dades      | .odb     | application/vnd.oasis.opendocument.database     |
| Imatge             | .odi     | application/vnd.oasis.opendocument.image        |
| Document mestre    | .odm     | application/vnd.oasis.opendocument.text-master  |

### Plantilles
| Tipus de fitxer | Extensió | Tipus MIME                                               |
| --------------- | -------- | -------------------------------------------------------- |
| Text            | .ott     | application/vnd.oasis.opendocument.text-template         |
| Full de càlcul  | .ots     | application/vnd.oasis.opendocument.spreadsheet-template  |
| Presentació     | .otp     | application/vnd.oasis.opendocument.presentation-template |
| Dibuix          | .otg     | application/vnd.oasis.opendocument.graphics-template     |

## Format intern
Un fitxer d'OpenDocument és un arxiu comprimit en ZIP que conté diferents fitxers i directoris:
| Fitxers XML                                  | Altres fitxers        | Directoris                                       |
| -------------------------------------------- | --------------------- | ------------------------------------------------ |
| content.xml meta.xml settings.xml styles.xml | mimetype layout-cache | META-INF/ Thumbnails/ Pictures/ Configurations2/ |

El format OpenDocument ofereix una clara separació entre el contingut, la disposició d'aquest en el document i les metadades. Els components més notables del format són els següents:
- content.xml: El fitxer més important. Emmagatzema el contingut real del document (excepte dades binàries com ara imatges). El format recorda a l'HTML i hauria de ser quelcom llegible per a un humà.

```
<text:h text:style-name="Heading_2">Títol</text:h>
<text:p text:style-name="Text_body"/>
<text:p text:style-name="Text_body">
Paràgraf. La informació sobre el format
s'emmagatzema en un fitxer d'estil.
L'etiqueta buida text:p més amunt és un
paràgraf en blanc (una línia buida).
</text:p>
```

- styles.xml: L'OpenDocument fa un gran ús dels estils per a donar format i disposició al contingut. La major part de la informació d'estil s'emmagatzema en aquest fitxer (tot i que bona part apareix en el fitxer content.xml). Hi ha diferents tipus d'estils, entre els quals els següents:

```
* Estils de pàragraf.
* Estils de pàgina.
* Estils de caràcter.
* Estils de marc.
* Estils de llista.
```

El format OpenDocument es únic pel que fa a no poder-se evitar l'ús d'estils per a donar format els documents. El mateix format «manual» es realitza mitjançant estils (que la aplicación ofimàtica ha de crear dinàmicament d'acord siguin necessaris).
- meta.xml: Conté les metadades del document. Per exemple, l'autor, la identificació de la darrera persona que ho va modificar, la data de la darrera modificació, etc. El contingut té un aspecte similar a aquest:

```
<meta:creation-date>2003-09-10T15:31:11</meta:creation-date>
<dc:creator>Daniel Carrera</dc:creator>
<dc:date>2005-06-29T22:02:06</dc:date>
<dc:language>es-ES</dc:language>
<meta:document-statistic
meta:table-count="6" meta:object-count="0"
meta:page-count="59" meta:paragraph-count="676"
meta:image-count="2" meta:word-count="16701"
meta:character-count="98757"/>
```

Las etiquetes <dc:...> forman part de l'XML de Dublin Core.
- settings.xml: Aquest fitxer inclou propietats com el factor de zoom o la posició del cursor que afecten a l'obertura inicial del document, però no son contingut ni afecten a la disposició d'aquest al document.

- Pictures/: Aquesta carpeta conté totes les imatges del document. El fitxer content.xml o styles.xml hi fa referència amb l'etiqueta <draw:image>, similar a l'etiqueta <img> de l'HTML. A continuació un exemple:

```
<draw:image 
xlink:href="Pictures/10000000000005E80000049F21F631AB.tif"
xlink:type="simple" xlink:show="embed"
xlink:actuate="onLoad"/>
```

La informació de posicionamient (amplada, posició, etc.) es fa mitjançant l'etiqueta <draw:frame>, que conté alhora l'etiqueta <draw:image>.
La majoria d'imatges s'emmagatzem en llur format original(GIF, JPEG, PNG), tot i que els mapes de bits es transformen PNG per qüestions de mida.
- mimetype: Es tracta d'un fitxer d'una sola línia amb el tipus MIME del document. Una implicació d'això, en realtitat, és que l'extensió del fitxer realment és irrellevant i només serveix per a facilitar la identificació a l'usuari.

L'OpenDocument fou dissenyat perquè pogués reutilitzar els estàndards XML oberts quan estigueren disponibles, i només es crearen noves etiquetes quan no existia cap estàndard que oferís la funcionalitat necessària. Per això, OpenDocument utilitza Dublin Core per a les metadades, MathML per a les fórmules matemàtiques, SVG per als gràfics vectorials, SMIL per als fitxers multimedia, etc.